# سونی اریکسون پی۹۹۰
سونی اریکسون پی۹۹۰(به انگلیسی: Sony Ericsson P990)یک تلفن همراه هوشمند است که توسط شرکت سونی اریکسون تولید شده‌است.

## نقدها
- All About Symbian - in depth P990 review
- My-Symbian - detailed review